# Сезон ФК «Динамо» (Київ) 1936 (осінь)
| «Динамо» (Київ) у сезоні 1936 (весна)                                                                                                 | «Динамо» (Київ) у сезоні 1936 (весна)             |
| --- | ------------------------------------------------- |
| Справа наліво: Шегоцький, Ідзковський, Ліфшиць, Шиловський, Комаров, Махиня, Путистін, Кузьменко І., Клименко, Правовєров, Гончаренко |                                                   |
| Ліга | Група «А»                                         |
| Місце в лізі | 6-те                                              |
| Раунд у Кубку | —                                                 |
| Головний тренер | Михайло Товаровський                              |
| Стадіон | Київський стадіон «Динамо» ім. Балицького» (Київ) |
| Капітан | Костянтин Щегоцький                               |
| Найкращий бомбардир у лізі | Микола Махиня, Віктор Шиловський — по 4           |
| Найбільше матчів у лізі | Шість гравців — по 7                              |

Сезон «Динамо» (Київ) 1936 (осінь) — другий сезон в історії футбольного клубу «Динамо» (Київ). Команда посіла 6-те місце серед 8 колективів чемпіонату СРСР групи «А», який пройшов в одне коло з 5 вересня по 30 жовтня 1936 року.

## Підготовка до сезону
Перед початком сезону команду покинули Петро Паровишніков, що перейшов у харківське «Динамо», Михайло Волін, що перейшов у одеське «Динамо», та Костянтин Фомін, що перейшов у київський «Локомотив». Замість нього з «Локомотива» до команди прийшов Георгій Тимофєєв з київського «Локомотива»

## Головні події сезону
Не відміну від першого сезону, цього разу «Динамо» спромоглося лише на одну перемогу в останньому турі над слабким тоді ЦДКА Москва. Маючи в активі ще три нічиїх, кияни посіли 6 місце, набравши тільки на одне очко більше, ніж армійці Москви. Кубок країни в цей час не проводився.

## Склад
| Гравець             | Амплуа      | Дата народження   | І | Г   |
| ------------------- | ----------- | ----------------- | - | --- |
| Микола Трусевич     | Воротар     | 5 лютого 1909     | 5 | ‑16 |
| Антон Ідзковський   | Воротар     | 29 грудня 1907    | 3 | ‑3  |
| Георгій Тимофєєв    | Захисник    | 1910              | 6 | 0   |
| Василь Правовєров   | Захисник    | 25 грудня 1904    | 6 | 1   |
| Володимир Гребер    | Півзахисник | 8 листопада 1911  | 1 | 1   |
| Іван Кузьменко      | Півзахисник | 15 вересня 1912   | 4 | 0   |
| Йосип Ліфшиць       | Півзахисник | 8 березня 1914    | 7 | 1   |
| Олексій Клименко    | Півзахисник | 1912              | 3 | 0   |
| Михайло Путистін    | Півзахисник | 11 січня 1913     | 6 | 0   |
| Микола Махиня       | Нападник    | 30 листопада 1912 | 7 | 4   |
| Федір Тютчев        | Нападник    | 3 травня 1907     | 7 | 0   |
| Віктор Шиловський   | Нападник    | 25 липня 1911     | 7 | 4   |
| Костянтин Щегоцький | Нападник    | 13 квітня 1911    | 7 | 3   |
| Макар Гончаренко    | Нападник    | 11 квітня 1912    | 6 | 1   |
| Павло Комаров       | Нападник    | 16 березня 1913   | 7 | 1   |
| Микола Коротких     | Нападник    | 1909              | 0 | 0   |

## Матчі
| Дата       | Тур | Команда 1            | Рахунок   | Команда 2       |
| ---------- | --- | -------------------- | --------- | --------------- |
| 07.09.1936 | 1   | «Динамо» (Тбілісі    | 2:2 (2:1) | «Динамо» (Київ) |
| 14.09.1936 | 2   | «Динамо» (Москва     | 6:4 (2:2) | «Динамо» (Київ) |
| 06.10.1936 | 3   | «Динамо» (Київ)      | 0:1 (0:0) | «Червона зоря»  |
| 10.10.1936 | 4   | «Динамо» (Ленінград) | 2:2 (1:2) | «Динамо» (Київ) |
| 18.10.1936 | 5   | «Спартак»            | 3:3 (0:3) | «Динамо» (Київ) |
| 24.09.1936 | 6   | «Динамо» (Київ)      | 2:4 (1:2) | «Локомотив»     |
| 24.10.1936 | 7   | «Динамо» (Київ)      | 3:1 (2:0) | ЦБЧА            |

## Турнірна таблиця
| М | Команда                    | 1   | 2   | 3   | 4   | 5   | 6   | 7   | 8   | І | В | Н | П | М     | О  |
| - | -------------------------- | --- | --- | --- | --- | --- | --- | --- | --- | - | - | - | - | ----- | -- |
|   | «Спартак» (Москва)         |     |     | 0:1 | 3:1 | 4:1 | 3:3 |     |     | 7 | 4 | 2 | 1 | 19-10 | 17 |
|   | «Динамо» (Москва)          | 3:3 |     | 1:1 | 1:2 |     | 6:4 |     |     | 7 | 3 | 3 | 1 | 21-12 | 16 |
|   | «Динамо» (Тбілісі)         |     |     |     | 2:1 | 2:3 | 2:2 | 2:2 | 4:0 | 7 | 3 | 3 | 1 | 14-9  | 16 |
| 4 | «Локомотив» (Москва)       |     |     |     |     | 5:3 |     | 4:0 | 1:3 | 7 | 4 | 0 | 3 | 18-14 | 15 |
| 5 | «Червона зоря» (Ленінград) |     | 1:3 |     |     |     |     | 1:2 | 3:2 | 7 | 3 | 0 | 4 | 13-18 | 13 |
| 6 | «Динамо» (Київ)            |     |     |     | 2:4 | 0:1 |     |     | 3:1 | 7 | 1 | 3 | 3 | 16-19 | 12 |
| 7 | «Динамо» (Ленінград)       | 0:3 | 1:1 |     |     |     | 2:2 |     |     | 7 | 1 | 3 | 3 | 7-15  | 12 |
| 8 | ЦБЧА (Москва)              | 1:3 | 0:6 |     |     |     |     | 2:0 |     | 7 | 2 | 0 | 5 | 9-20  | 11 |

- Система нарахування очок: 3 за перемогу, 2 за нічию, 1 за поразку та 0 за неявку.